# Hieracium flagellare
Hieracium flagellare là một loài thực vật có hoa trong họ Cúc. Loài này được Schlecht. mô tả khoa học đầu tiên.